# Garz (Usedom)
För andra betydelser, se Garz (olika betydelser).
Garz är en kommun och ort på ön Usedom i det nordtyska förbundslandet Mecklenburg-Vorpommern.

## Geografi
Garz är beläget i ön Usedoms östra  del vid den tysk-polska gränsen i distriktet Vorpommern-Greifswald.
Kommunen ingår i kommunalförbundet Amt Usedom-Süd tillsammans med kommunerna Benz, Dargen, Kamminke, Korswandt, Koserow, Loddin, Mellenthin, Pudagla, Rankwitz, Stolpe auf Usedom, Ückeritz, Usedom, Zempin och Zirchow.

## Historia
Garz omnämns för första gången 1231 i en urkund. 
Efter det Trettioåriga kriget tillföll ön Usedom Sverige (Svenska Pommern) men 1720 kom hela ön till Preussen genom freden i Stockholm.

### Östtyska tiden och tyska återföreningen
Under DDR-tiden tillhörde kommunen Garz distriktet Wolgast inom länet Rostock (1952–1994). Efter den tyska återföreningen återöppnades gränsövergången Garz-Świnoujście 2007.

### Befolkningsutveckling
Befolkningsutveckling  i Garz
Källa: